# Jaswant Singh (hockey sur gazon)
Pour les articles homonymes, voir Singh.
Jaswant Singh (en pendjabi et en ourdou : جسونت سنگھ), est un joueur de hockey sur gazon indien né le 10 août 1931 et mort le 14 janvier 2022.

## Palmarès
Inde olympique
- Jeux olympiques :
  -  Argent : 1960.